# Kenny Fields
Kenneth Henry Fields, detto Kenny (Iowa City, 9 febbraio 1962), è un ex cestista statunitense, professionista nella NBA.

## Carriera
È stato selezionato dai Milwaukee Bucks al primo giro del Draft NBA 1984 (21ª scelta assoluta).

## Statistiche

### College
| Anno      | Squadra     | PG  | PT | MP   | TC%  | 3P% | TL%  | RP  | AP  | PRP | SP  | PP   |
| --------- | ----------- | --- | -- | ---- | ---- | --- | ---- | --- | --- | --- | --- | ---- |
| 1980-1981 | UCLA Bruins | 25  | 12 | 23,5 | 59,5 | -   | 58,9 | 4,9 | 0,7 | 0,8 | 0,5 | 10,1 |
| 1981-1982 | UCLA Bruins | 27  | 27 | 32,1 | 55,2 | -   | 71,4 | 5,9 | 0,5 | 1,0 | 0,6 | 13,9 |
| 1982-1983 | UCLA Bruins | 29  | 29 | 34,4 | 55,3 | -   | 62,0 | 6,6 | 1,0 | 1,6 | 0,5 | 18,0 |
| 1983-1984 | UCLA Bruins | 28  | 28 | 33,7 | 50,5 | -   | 73,1 | 6,9 | 0,9 | 1,4 | 0,5 | 17,4 |
| Carriera  | Carriera    | 109 | 96 | 31,2 | 54,4 | -   | 67,3 | 6,1 | 0,8 | 1,2 | 0,5 | 15,0 |

### NBA

#### Regular Season
| Anno      | Squadra         | PG  | PT | MP   | TC%  | 3P%  | TL%  | RP  | AP  | PRP | SP  | PP  |
| --------- | --------------- | --- | -- | ---- | ---- | ---- | ---- | --- | --- | --- | --- | --- |
| 1984-1985 | Milwaukee Bucks | 51  | 1  | 10,5 | 44,0 | -    | 75,0 | 1,6 | 0,7 | 0,2 | 0,2 | 3,8 |
| 1985-1986 | Milwaukee Bucks | 78  | 3  | 14,4 | 51,3 | 0,0  | 68,9 | 2,6 | 1,0 | 0,7 | 0,2 | 6,4 |
| 1986-1987 | Milwaukee Bucks | 4   | 0  | 5,5  | 75,0 | -    | 20,0 | 0,5 | 0,3 | 0,3 | 0,0 | 3,3 |
| 1986-1987 | L.A. Clippers   | 44  | 17 | 19,6 | 44,5 | 25,0 | 80,9 | 3,3 | 1,4 | 0,7 | 0,3 | 8,7 |
| 1987-1988 | L.A. Clippers   | 7   | 0  | 22,0 | 44,4 | -    | 76,9 | 4,1 | 1,4 | 0,7 | 0,3 | 7,4 |
| Carriera  | Carriera        | 184 | 21 | 14,6 | 47,4 | 18,8 | 73,3 | 2,5 | 1,0 | 0,5 | 0,2 | 6,2 |

#### Playoffs
| Anno     | Squadra         | PG | PT | MP   | TC%  | 3P%  | TL%  | RP  | AP  | PRP | SP  | PP  |
| -------- | --------------- | -- | -- | ---- | ---- | ---- | ---- | --- | --- | --- | --- | --- |
| 1986     | Milwaukee Bucks | 12 | 4  | 13,2 | 55,1 | 33,3 | 52,2 | 2,3 | 0,8 | 0,7 | 0,0 | 7,4 |
| Carriera | Carriera        | 12 | 4  | 13,2 | 55,1 | 33,3 | 52,2 | 2,3 | 0,8 | 0,7 | 0,0 | 7,4 |

## Palmarès
- McDonald's All-American Game (1980)
- NCAA AP All-America Third Team (1983)